# Pisco
Pisco è una città del Perù centro-meridionale, capoluogo dell'omonimo distretto e provincia della regione di Ica in Perù.
Fondata nel 1640, si chiamò inizialmente San Gallán, e quindi Magdalena de Pisco.
Importante centro vitivinicolo, è stato severamente danneggiato dal terremoto del 15 agosto 2007.
È anche un centro turistico di un certo rilievo, grazie al patrimonio naturalistico rappresentato dall'Arcipelago delle Islas Ballestas, situate nella Riserva nazionale di Paracas e raggiungibili con poche miglia di navigazione dal porto di Pisco.
La cittadina dà il nome anche al liquore nazionale peruviano, che sarebbe nato in questa zona, nel dipartimento di Ica, nonostante i cileni rivendichino a loro volta la paternità del liquore, affermando che la parola pisco non sarebbe di denominazione di origine protetta ma piuttosto una voce generica (come il vino o la birra).
L'ospedale più celebre della città è il San Juan de Dios.